# Надзос, Георгиос
Георгиос Надзос (греч. Γεώργιος Νάζος; 1862 — 24 декабря 1934) — греческий музыкальный педагог, основатель Афинской консерватории.

## Биография
Сын Николаоса Надзоса, банкира с острова Тинос, оказывавшего благотворительную поддержку художнику Николаосу Гизису, который жил и работал в Мюнхене. Поэтому в Мюнхен был отправлен и Надзос-младший, который с 1879 г. изучал композицию в Мюнхенской высшей школе музыки у Йозефа Райнбергера и Людвига Тюйе. Одновременно он изучал греческую филологию и культуру под руководством Карла Крумбахера. В 1889 г. вернулся в Грецию и в 1891 г. возглавил Афинскую консерваторию с целью её масштабной реорганизации по европейскому образцу. Надзос значительно расширил курс, лично преподавал фортепиано, вокал, хор и теорию музыки, в 1893 г. основал при консерватории оркестр (ныне Афинский государственный оркестр), привлёк ряд зарубежных специалистов (в том числе Франка Шуази и Армана Марсика), добился от греческих меценатов выделения на развитие консерватории крупных сумм. В то же время, как считается, Надзос пропагандировал германскую и французскую музыкальную традицию в ущерб итальянской и нарождающейся собственно греческой (противодействуя, в частности, влиянию наиболее известного в Европе греческого композитора Спироса Самараса и «патриотической партии» в греческой музыке во главе с Манолисом Каломирисом). В 1924 году Надзос подал в отставку, но уже спустя два года был вновь призван возглавить консерваторию; во второй период его руководства он, в частности, вернул под патронат консерватории отделившийся было от неё оркестр и в 1929 г. организовал переезд консерватории в новое здание.
Проводил также работу по сбору и записи греческих народных песен, увенчавшуюся выходом в 1930 году сборника «50 народных песен (Пелопоннес и Крит)» (греч. 50 δημωδών ασμάτων (Πελοποννήσου και Κρήτης)).